# Lipicanac
Lipicanac je pripadnik svjetski poznate pasmine konja. Pasmina je nastala 1580. u Lipici, u tadašnjoj Habsburškoj Monarhiji (danas Slovenija).

## Obilježja pasmine
Oblik tijela lipicanca je položeni četverokut, a glava mu je izrazito suha s konveksnom pročeonom linijom i lijepo savijenim i visoko nasađenim vratom. Leđa su mu duga, vrlo široka i jaka s kratkim, širokim spojem. Sapi su mišićave, okrugle i duge s visoko nasađenim repom. Ima prilično širok i dubok prsni koš i zaobljena rebra. Visokom hodu pogoduje duga lopatica i kratka podlaktica (odlika španjolskih konja). Noge su mu koščate i jake, a zglobovi vrlo razvijeni i široki s čvstim tetivama i kopitima. Snažna i gusta struktura odlikuje kako grivu, tako i rep. Lipicanci se ždrijebe sa sivom bojom dlake koja u dobi od 8 do 10 godina postane potpuno bijela. Nadaren je za španjolski korak (Španjolska kraljevska škola jahanja u Beču).

## Povijest pasmine
Temelj toj pasmini dalo je samo šest pastuha: crni arapski konj Conversano,  žutosivi pastuh Favory,  bijeli konj španjolskog podrijetla Maestoso, riđan Neapolitano, sivi arapski konj Siglavy i Pluto, konj danskoga podrijetla. Dakle, temelj suvremenom lipicancu dali su španjolski i napuljski, a kasnije i arapski konji. Zna se da su na području Lipice već u rimsko doba uzgajali snažne, brze i izdržljive konje.

### Utemeljenje ergele u Lipici
Ergelu je utemeljio austrijski nadvojvoda Karlo koji je tada bio regent za Štajersku, Korušku, Kranjsku, Istru i Trst. Lipicu je s pripadajućim posjedima kupio od nadbiskupa Trsta. U ergeli je htio uzgojiti dovoljno elegantnih, vučnih i jahačih konja za konjušnice u Grazu, gdje mu je bila rezidencija.
U su izgradili konjušnicu i uredili travnjake i pašnjake. U tu su svrhu navažali zemlju iz brojnih krških dolina, što je znatno promijenilo i izgled toga kraja, koji je ubrzo i pošumljen. Radovi su dovršeni u pet godina, pa je već 1580. upravitelj ergele Franc Jurko poručio nadvojvodi da je zajamčen daljnji i nesmetan razvoj ergele.
Prvi španjolski konji nabavljeni su već 1580., a potom su u godinama 1581., 1582. i 1584. kupljeni i konji iz Italije, koji su bili vrlo slični španjolskima. Španjolske su konje kupovali i kasnije. Osobito je značajna kupnja ždrepca Cordova 1701. Kupovani su i njemački konji (najpoznatiji je ždrebac Lipp) te danski konji, najviše iz kraljevske ergele Frederiksborg.
Tek su nakon toga osnovane vlastite krvne linije koje su se održale i do danas: Pluto, Neapolitano, Conversano, Maestoso, Favory. U Lipicu je dopremljeno i više arapskih konja, a vlastitu je krvnu liniju oblikovao 1816. kupljeni izvorni arapski konj Siglavy.

### Širenje u druge zemlje
Lipica je u svojoj povijesti izdržala nekoliko teških udaraca. Najprije su konji 1796. preseljeni u Mađarsku, a vraćeni su 1798. Potom su 1805. preseljeni u Đakovo i potom u Karad, da bi bili vraćeni 1807. Treći put preseljeni su 1809. u Mađarasku, u blizinu ergele Mezőhegyes, gdje su ostali punih šest godina.
Najteži udarac ergela je doživjela za Drugog svjetskog rata. Po kapitulaciji Italije, zauzeli su je Nijemci i već u listopadu 1943. preselili svih 179 konja u Hostoun u Češkoj. Ondje su bili i konji iz austrijske ergele Piber, iz bivše jugoslavenske kraljevske ergele Demir Kapija, iz bivše jugoslavenske arapske ergele Dušanovo kod Skoplja i iz Poljske ergele Janow.
Krajem rata svi su ti konji došli pod američko zapovjedništvo. Amerikanci su dio konja i čitav arhiv predali Italiji, mnogo je konja otišlo u Piber. Lipica koja je pripala Jugoslaviji tek je 1947. dobila svega 11 konja. Ipak, kroz trideset godina uspjeli su ondje obnoviti čitavu ergelu i ponovno doći do toga da posjeduju predstavnike svih krvnih linija konja.

## Današnje stanje u Lipici
Danas je u Lipici zastupljeno šest izvornih krvnih linija lipicanaca, koje su ondje bile i oblikovane. Začetnici su tih današnjih linija:
- Pluto - izvorni danski pastuh, sivac, oždrijebljen 1765. u ergeli Frederiksborg.
- Neapolitano - izvorni napolitanski pastuh, riđan, oždrijebljen 1790.
- Conversano - izvorni napolitanski pastuh, vranac, oždrijebljen 1767.
- Maestoso - sivac, oždrijebljen 1773. u ergeli Kladruby.
- Favory - plavkasti riđan, oždrijebljen 1779. u ergeli Kladruby.
- Siglavy - sivac, izvorni arapski konj oždrijebljen 1810.

Uz tih šest klasičnih linija lipicanca, oblikovanih u Lipici, postoje još dvije: hrvatska linija Tulipan i mađarska linija Incitato. Ove dvije linije nisu zastupljene u Lipici.
Jednaku važnost kao što je oblikovanje linija pastuha pridaje se i oblikovanju rodova kobila. Sveukupno je oblikovano 18 rodova kobila, od čega ih je u Lipici zastupljeno 15.

## Lipicanac u Hrvatskoj
Kako u svojoj knjizi navodi Steinhausz: Ergelu Andrije grofa Jankovića-Besana u Terezovcu osnovao je oko 1700. pradjed sadašnjeg vlasnika s pretežno španjolskim i napuljskim materijalom vjerojatno iz dvorskih i privatnih ergela bivše Austro-ugarske monarhije. Sve do 1860. godine rabljeni su pretežno pastusi vlastitog prigoja. U toj godini nabavio je djed sadašnjeg vlasnika Josip pl. Janković prve lipicanske pastuhe iz Carske i kraljevske dvorske ergele u Lipici, i to pastuhe Maestoso Dido, Pluto Parcival, Neapolitano Morello, Favory Perla i jednog Conversana. Izgleda da su istodobno bile nabavljene i lipicanske kobile, jer od ovog doba dijeli se materijal ergele u čiste lipicance i u „staru Jankovićevu gojidbu“. Od starih španjolskih linija pastuha sačuvana je do danas jedino linija „Tulipan“.
Lipicanci su se uzgajali u čistoj krvi, a kobilama stare gojidbe bili su često pridijeljeni čisti lipicanski pastusi ili pastusi potomci kobila stare gojidbe i lipicanskih pastuha. Pod upravom oca tadašnjeg vlasnika ergele, Elemera pl. Jankovića, ergela je osobito procvala. Njemu je uspjelo pomoću pastuha Maestoso Dido i Pluto Parcival stvoriti linije pastuha, koje još i danas postoje i čije je potomstvo u Kraljevskoj Ugarskoj državnoj ergeli u Fogarašu (Pluto Fantastica i Maestoso Erga) i u Carskoj i kraljevskoj dvorskoj ergeli u Lipici (Pluto Fantasca) ostavilo trajni upliv u uzgoju. Od svih linija pastuha došla je do najvećeg upliva linija Maestoso i linija Tulipan. Elemer pl. Janković rabio je isključivo pastuhe vlastitog prigoja, a originalne pastuhe samo rijetko. Od ovih došao je do znatnijeg upliva samo pastuh Maestoso Servola 1892.
Ergela je uživala svjetski glas, davala je Kraljevskoj Ugarskoj državnoj ergeli Fogaras i Carskoj i kraljevskoj Austrijskoj državnoj ergeli Radautz više pepinjernih pastuha, a zemaljskom uzgoju konja veliki broj prvorazrednih pastuha. U ergeli su bile točno vođene matične knjige, a iste su prigodom prevrata u jesen 1918. prenesene u Öreglek – Mađarska. Izgleda da su i kobile bile po rodovima razvrstane. Vidi se to iz matičnih listova pastuha, u kojima imadu kobile istog roda (mati, baka i prabaka pastuha) ili isto ime ili ime s istim početnim slovom.
Od originalnih lipicanskih pastuha došli su do znatnog upliva u ergeli Maestoso Dido, Maestoso Servola i Pluto Parcival, a od pastuha vlastitog prigoja Maestoso Erga, Maestoso Ita, Maestos Sárgabárány, Maestos Tara, Maestoso Titania, Pluto Aurica, Pluto Fantasca, Pluto Daniela, Neapolitano Incognita, Neapolitano Austria, Conversano Ita, Conversano Erga, Favory Austria, Tulipan Leányasszony, Tulipan Vörösdaru i Tulipan Akárhogy.
Kraljevskoj ugarskoj državnoj ergeli Fogaras dala je ergela sljedeće pepinjerne pastuhe: Pluto Fantasca, Maestoso Erga, Tulipan Titania i Maestoso Erdem, a Carskoj i kraljevskoj austriskoj državnoj ergeli Radautz pepinjernog pastuha Maestoso Titania.
Uzgojni rad ergele karakterizira s jedne strane pretežna uporaba pastuha vlastitog prigoja a s druge strane sustavno izbjegavanje uporabe pastuha s arapskom krvi. Od postanka ergele nije došlo do upliva pastuha engleske ili arapske krvi niti lipicanac koji bi u prva tri remova imao arapskog pretka. Materijal ergele bio je vrlo dobar, jak, koščat, dubok s visoko nasađenim vratom i visokim hodom; bio je vrlo ustrajan i tvrd.
Nakon smrti Elemera pl. Jankovića vladala su u ergeli druga vremena. Izgleda da upravi ergele nije bio poznat tradicionalni uzgojni smjer ergele, jer ergela u zadnjim godinama nije više imala nijednog lipicanskog pastuha vlastitog prigoja niti pastuha linije Tulipan. A pepinjerni pastuh Pluto IX-5 oždrebljen 1907. u Fogarasu imao je arapske krvi preko Siglavy Alea.
Zadnjih godina imala je ergela 40 rasplodnih kobila, a od 1916. godine bili su u ergeli ovi pepinjerni pastusi:
1.	574 Pluto IX-5, oždrebljen 1907. u Fogarasu, o. Pluto IX., M. 96 Conversano Mima I., korišten od 1916. – 1921.,
2.	659 Neapolitano Miramar,  oždrebljen 1902. u Lipici, o. Neapolitano-Slatina III., m. Miramar, korišten 1920.
3.	724 Favory Sarda, oždrebljen 1906. u Lipici, o. Favory Slovenia, m. Sarda, korišten od 1920. – 1922.,
4.	869 Maestoso Tara, oždrebljen 1907. u Hrvatskoj, o. Maestoso Tara, m. Lisa po Le Faucon-u, korišten od 1920. – 1922.,
5.	407 Pluto Darinka, oždrebljen 1909. u Lipici, o. Pluto Bona, m. Darinka, korišten od 1922. – 1923. godine.
U Državnoj ergeli Stančić bila je zastupljena ova ergela sa 7 kobila i pepinjernim pastuhom Tulipan Ira. Vlasnik je ovu ergelu, nakon što mu je posjed, na kojem je ergela bila smještena, pao pod udar agrarne reforme i sasvim razdjeljen, premjestio u proljeće 1923. godine cijelu ergelu na svoj posjed u Öreglek u Mađarsku. (Steinhausz, M.: Lipicanac, Hrv. Slav.- gospodarsko društvo, Zagreb 1924.)
U 19. stoljeću stvara se zasebna linija pastuha, Tulipan. Posebice se uzgajao u Slavoniji, jer je zadovoljavao tadašnje potrebe za većim, jačim i ustrajnim konjem, dobre ćudi s malim zahtjevima za hranom. Osim linija pastuha, u Hrvatskoj danas postoji i 11 rodova kobila: Traviata, Siglavy, Rendes, Margit, Gidran, Famosa, Almerina, Spadiglia, Wanda, Africa i Enganderina.
Danas se ne drži da je ugrožena, ali s obzirom na kulturološli značaj i broj grla, pasmina je vrijedna zaštite. Ta se zaštita u Hrvatskoj provodi putem državne ergele lipicanaca te udruga uzgajatelja, a to su Državna ergela Đakovo, Državna ergela Lipik, Konjogojska udruga Pleternica, Konjogojska udruga Slavonija, Konjogojska udruga Đakovština, Konjogojska udruga Stari graničar, Konjogojska udruga „Lipicanac“ Ruščica, Konjogojska udruga Gundinci i Konjogojska udruga Babina Greda. Od 2016. lipicanac je proglašen nematerijalnom kulturnom baštinom Republike Hrvatske i kao takav je pod zaštitom Ministarstva kulture.

## Zanimljivosti
Lipicanac je jedan od motiva na slovenskim kovanicama eura.
Lipičančevo ždrijebe rađa se sasvim crno, zatim bijeli, no ima mogućnosti da i ostane crno, dorato, a rijetko i alato.
Ako ždrijebe ostane crno ili crveno to znači da nije naslijedilo gen za sivljenje. Takav tamni konj može imati sivog potomka samo ako se pari s konjem koji ima (dominantni) gen za sivljenje tj. koji je siv.

## Vanjske poveznice
- Kobilarna Lipica - Službena stranica
- Državna ergela Đakovo Službena stranica
- http://lipicanci.com/  Arhivirana inačica izvorne stranice od 5. lipnja 2008. (Wayback Machine)
- http://www.lipizzan-slovenia.com/
- gremoVEN.com - Lipica